# Třída Deepak
Třída Deepak je třída zásobovacích tankerů indického námořnictva. Tvoří ji dvě jednotky zařazené do služby v roce 2011. Hlavním úkolem třídy je zásobování indických válečných lodí na otevřeném moři.

## Stavba
Obě dvě jednotky této třídy postavila v letech 2008–2011 italská loděnice Fincantieri.
Jednotky třídy Deepak:
| Jméno             | Založení kýlu | Spuštěna   | Vstup do služby | Status  |
| ----------------- | ------------- | ---------- | --------------- | ------- |
| INS Deepak (A 50) |               | únor 2010  | 21. ledna 2011  | aktivní |
| INS Shakti (A 57) | listopad 2009 | říjen 2010 | 1. října 2011   | aktivní |

## Konstrukce

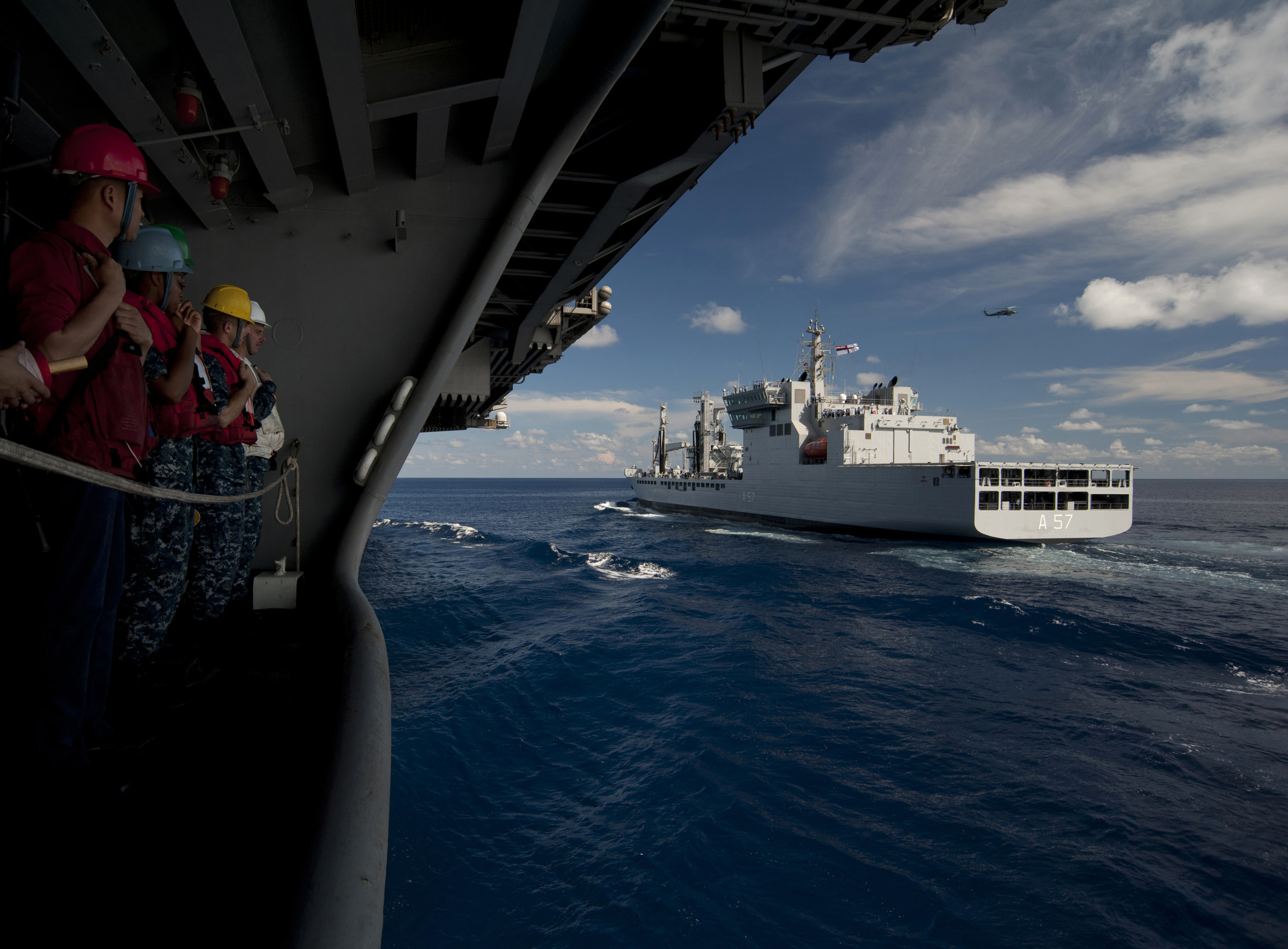
INS Shakti (A 57)

Jedná se o tankery s dvojitým trupem. Obrannou výzbroj tvoří čtyři systémy AK-630M. Kapacita tankeru je 15 000 tun kapalného nákladu (nafty, leteckého paliva, či pitné vody) a 500 tun pevného nákladu (potraviny, munice atd.). K manipulaci s nákladem slouží jeřáb o nosnosti 30 tun. Na zádi tankeru se nachází přistávací plocha pro jeden vrtulník střední velikosti (Sea King, HAL Dhruv). Pohonný systém tvoří dva diesely. Lodní šroub je jeden. Nejvyšší rychlost je 20 uzlů. Dosah činí 10 000 námořních mil při rychlosti 16 uzlů.